# Drôme Classic 2021
La 9.ª edición de la clásica ciclista Drôme Classic (llamado oficialmente: Royal Bernard Drôme Classic) fue una carrera en Francia que se celebró el 28 de febrero de 2021 sobre un recorrido de 179,2 kilómetros con inicio y final en la población de Eurre en el departamento de Drôme y la región Ródano-Alpes.
La carrera formó parte del UCI ProSeries 2021, calendario ciclístico mundial de segunda división, dentro de la categoría UCI 1.Pro y fue ganada por el italiano Andrea Bagioli del Deceuninck-Quick Step. Completaron el podio, como segundo y tercer clasificado respectivamente, el sudafricano Daryl Impey del Israel Start-Up Nation y el danés, compañero de equipo del vencedor, Mikkel Honoré.

## Equipos participantes
Tomaron parte en la carrera 21 equipos: 11 de categoría UCI WorldTeam invitados por la organización, 7 de categoría UCI ProTeam y 3 de categoría Continental. Formaron así un pelotón de 144 ciclistas de los que acabaron 125. Los equipos participantes fueron:
| WorldTeams (11)- AG2R Citroën Team - Astana-Premier Tech - Cofidis - Deceuninck-Quick Step - EF Education-Nippo - Groupama-FDJ - Intermarché-Wanty-Gobert Matériaux - Israel Start-Up Nation - Qhubeka Assos - Trek-Segafredo - UAE Team Emirates ProTeams (7)- Alpecin-Fenix - B&B Hotels p/b KTM - Bingoal-WB - Caja Rural-Seguros RGA - Delko - Arkéa-Samsic - Total Direct Énergie Equipos continentales (3)- Saint Michel-Auber 93 - Swiss Racing - Xelliss-Roubaix Lille Métropole |
| |

## Clasificación final
- Las clasificaciones finalizaron de la siguiente forma:[2]

| \| Clasificación general \| Clasificación general \| Clasificación general \| Clasificación general \| Clasificación general \| \| Ciclista \| Ciclista \| Equipo \| Tiempo \| \| \| --------------------- \| --------------------- \| ---------------------- \| --------------------- \| --------------------- \| \| 1.º \| Andrea Bagioli \| Deceuninck-Quick Step \| 4 h 23 min 18 s \| \| \| 2.º \| Daryl Impey \| Israel Start-Up Nation \| + 11 s \| \| \| 3.º \| Mikkel Honoré \| Deceuninck-Quick Step \| + 11 s \| \| \| 4.º \| Julien Simon \| Total Direct Énergie \| + 11 s \| \| \| 5.º \| Simon Clarke \| Qhubeka Assos \| + 11 s \| \| \| 6.º \| Dorian Godon \| AG2R Citroën Team \| + 11 s \| \| \| 7.º \| Biniam Girmay \| Delko \| + 11 s \| \| \| 8.º \| Cyril Gautier \| B&B Hotels p/b KTM \| + 11 s \| \| \| 9.º \| Warren Barguil \| Arkéa-Samsic \| + 11 s \| \| \| 10.º \| Petr Vakoč \| Alpecin-Fenix \| + 11 s \| \| |                |                        |                 |
| |                |                        |                 |
| Fuente: ProCyclingStats |                |                        |                 |
| Clasificación general |                |                        |                 |
| Ciclista | Ciclista       | Equipo                 | Tiempo          |
| 1.º | Andrea Bagioli | Deceuninck-Quick Step  | 4 h 23 min 18 s |
| 2.º | Daryl Impey    | Israel Start-Up Nation | + 11 s          |
| 3.º | Mikkel Honoré  | Deceuninck-Quick Step  | + 11 s          |
| 4.º | Julien Simon   | Total Direct Énergie   | + 11 s          |
| 5.º | Simon Clarke   | Qhubeka Assos          | + 11 s          |
| 6.º | Dorian Godon   | AG2R Citroën Team      | + 11 s          |
| 7.º | Biniam Girmay  | Delko                  | + 11 s          |
| 8.º | Cyril Gautier  | B&B Hotels p/b KTM     | + 11 s          |
| 9.º | Warren Barguil | Arkéa-Samsic           | + 11 s          |
| 10.º | Petr Vakoč     | Alpecin-Fenix          | + 11 s          |

## Ciclistas participantes y posiciones finales
Convenciones:
- AB-N: Abandono en la etapa "N"
- FLT-N: Retiro por llegada fuera del límite de tiempo en la etapa "N"
- NTS-N: No tomó la salida para la etapa "N"
- DES-N: Descalificado o expulsado en la etapa "N"

## UCI World Ranking
La Drôme Classic otorgó puntos para el UCI World Ranking para corredores de los equipos en las categorías UCI WorldTeam, UCI ProTeam y Continental. Las siguientes tablas son el baremo de puntuación y los 10 corredores que obtuvieron más puntos:
| Posición              | 1.º | 2.º | 3.º | 4.º | 5.º | 6.º | 7.º | 8.º | 9.º | 10.º | 11.º | 12.º | 13.º | 14.º | 15.º | 16.º-30.º | 31.º-40.º |
| Clasificación general | 200 | 150 | 125 | 100 | 85  | 70  | 60  | 50  | 40  | 35   | 30   | 25   | 20   | 15   | 10   | 5         | 3         |

| Clasificación |                |                        |         |
| Posición      | Ciclista       | Equipo                 | General |
| ------------- | -------------- | ---------------------- | ------- |
| 1.º           | Andrea Bagioli | Deceuninck-Quick Step  | 200     |
| 2.º           | Daryl Impey    | Israel Start-Up Nation | 150     |
| 3.º           | Mikkel Honoré  | Deceuninck-Quick Step  | 125     |
| 4.º           | Julien Simon   | Total Direct Énergie   | 100     |
| 5.º           | Simon Clarke   | Qhubeka ASSOS          | 85      |
| 6.º           | Dorian Godon   | AG2R Citroën           | 70      |
| 7.º           | Biniam Girmay  | Delko                  | 60      |
| 8.º           | Cyril Gautier  | B&B Hotels p/b KTM     | 50      |
| 9.º           | Warren Barguil | Arkéa Samsic           | 40      |
| 10.º          | Petr Vakoč     | Alpecin-Fenix          | 35      |